# ビール工科大学
ビール工科大学（ビールこうかだいがく、Biel School of Engineering and Architecture）は、かつて存在したスイスのビール (ベルン州)にあった大学。スイスを代表する工科大学だった。再編に伴い1997年に合併して現在はベルン応用科学大学(Berne University of Applied Sciences)になった。
建築と科学分野の学部があった。
太陽光を使用したエネルギーの開発において先駆的な業績を残した。